# 1094 هـ
ألف وأربعة وتسعون 1094 هـ هي سنة في التقويم الهجري امتدت مقابلةً في التقويم الميلادي بين سنتي 1682 و1683.

## وفيات
- محمد بن سليمان المغربي
- ميشيل نو
- الروداني.